# كلاوديا فليتسيتاس من النمسا
كلوديا فليتسيتاس من النمسا (بالألمانية: Claudia Felizitas von Österreich )‏ (و. 1653 – 1676 م) هي أرستقراطية نمساوية، ولدت في إنسبروك، توفيت في فيينا، عن عمر يناهز 23 عاماً، بسبب سل.